# Villanueva del Duque
Villanueva del Duque é um município da Espanha na província de Córdova, comunidade autónoma da Andaluzia. Tem 137,64 km² de área e em 2021 tinha 1 451 habitantes (densidade: 10,5 hab./km²).

## Demografia
| Variação demográfica do município entre 1991 e 2004 | Variação demográfica do município entre 1991 e 2004 | Variação demográfica do município entre 1991 e 2004 | Variação demográfica do município entre 1991 e 2004 |
| --------------------------------------------------- | --------------------------------------------------- | --------------------------------------------------- | --------------------------------------------------- |
| 1991                                                | 1996                                                | 2001                                                | 2004                                                |
| 2063                                                | 1895                                                | 1725                                                | 1689                                                |